# Eriopyga stygia
Eriopyga stygia är en fjärilsart som beskrevs av Paul Dognin 1908. Eriopyga stygia ingår i släktet Eriopyga och familjen nattflyn. Inga underarter finns listade i Catalogue of Life.